# ناديكا بوتشانيتش
ناديكا بوتشانيتش (مواليد 13 مارس 2001) هي لاعبة تايكوندو صربية، حصلت على الميدالية الذهبية في بطولة العالم للتايكوندو 2022.

## وصلات خارجية
- ناديكا بوتشانيتش على موقع TaekwondoData.com (الإنجليزية)
- ناديكا بوتشانيتش على موقع اللجنة الأولمبية الصربية (الصربية)